# Мосолов, Василий Петрович
Васи́лий Петро́вич Мосоло́в (13 [25] августа 1888 (по другим данным, 12 [24] сентября 1888), село Мари-Турек, Уржумского района — 10 февраля 1951, Москва) — учёный в области растениеводства и земледелия, доктор сельскохозяйственных наук (1935), профессор (1925), академик ВАСХНИЛ (1935), вице-президент ВАСХНИЛ (1939—1951), первый академик из мари. Лауреат Сталинской премии (1943, 1951).

## Биография
Василий Мосолов родился 25 августа (по другим данным, 24 сентября) 1888 года в селе Мари-Турек (Уржумский уезд) Вятской губернии (ныне — Мари-Турекский район Республики Марий Эл) в многодетной семье марийского крестьянина.
С детства познал все тяготы жизни. Обучение в низшей сельскохозяйственной школе было платным, и юному Василию пришлось самому зарабатывать необходимые средства. За проживание в общежитии нужно было внести 20 пудов овса, но денег на такое количество зерна у учащегося не было, поэтому ему приходилось жить на мельнице, отрабатывая батрачеством у хозяина. Несмотря на нужду и трудности, юноша окончил низшую сельскохозяйственную школу с отличием. Много занимался самостоятельно, читал книги, сдал экстерном экзамены на должность учителя начальных классов. Работы в родных краях по-прежнему не было, и молодой человек уехал в село Масловку Казанской губернии. Семь лет он проработал заведующим сельскохозяйственным классом и подсобным хозяйством в земском училище. C января 1914 по март 1917 года Василий Мосолов преподает общее и частное земледелие в ремесленной школе Лаишево.
После Февральской революции он в Казани: работал помощником управляющего учебной фермой. В конце 1918 года экстерном сдал экзамены на агронома средней квалификации и уехал в марийское село Сернур. Там он на собственном опыте убедился в огромном значении агрономической науки для крестьян. Поэтому на следующий год Василий поступил на агрономический факультет Казанского политехнического института. В 1907—1917 гг. работал агрономом и учителем. Окончил Казанское сельскохозяйственное училище (1918). В 1919—1921 гг. работал в губернском земледельческом управлении. В 1922 году окончил Московскую сельскохозяйственную академию им. К. А. Тимирязева. Окончив её в 34 года, Мосолов уже был автором нескольких научных статей, прославивших его как ученого. В 1924—1951 гг. работал на кафедре общего земледелия Казанского сельскохозяйственного института (с 1925 г. — профессор). Член КПСС с 1932 года. С 1938 года работал в ВАСХНИЛ,.

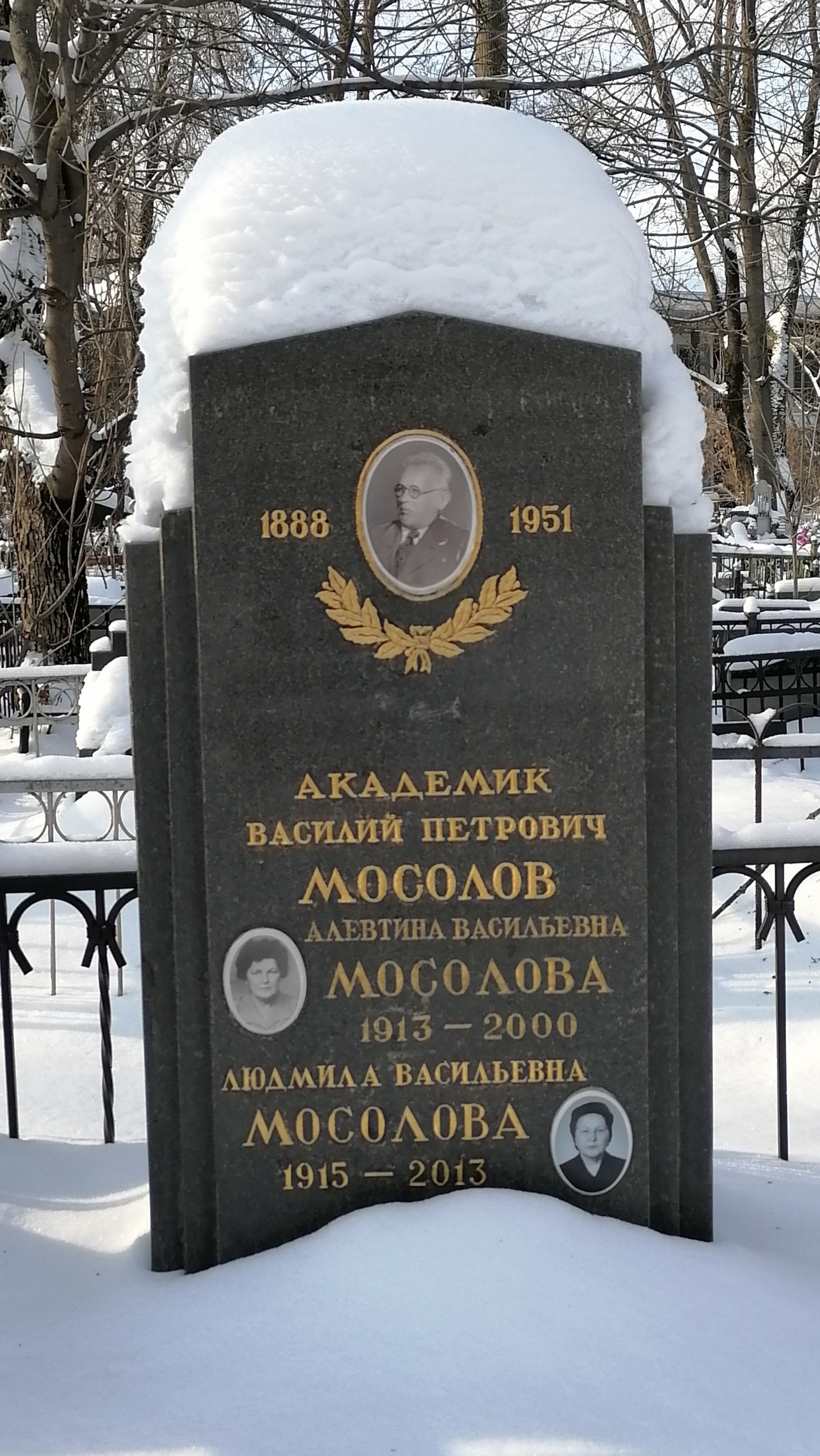

Умер в 1951 года в Москве. Похоронен на Ваганьковском кладбище (13 уч.).

## Научная деятельность
Основные научные работы посвящены вопросам травосеяния, агротехники полевых культур, земледелия. Изучал биологию многолетних трав, показал их роль в повышении продуктивности растениеводства.
В. П. Мосолов считается одним из основателей Казанской агрономической школы. Научные исследования посвящены изучению водно-воздушного и питательного режимов почв, приемов борьбы с эрозией почв; разработке агротехники зерновых пропашных культур и многолетних трав, методов семеноводства клевера и люцерны; роли предшественников, обработки почвы, удобрений, значения борьбы с сорняками в повышении урожайности полевых культур; вопросам земледелия в зависимости от рельефа местности. Опубликовано около 200 научных трудов в том числе 44 книги и брошюры, из них 16 монографий. Ряд трудов переведен на иностранные языки и издан за рубежом.
Научные труды:
- Краткий курс общего земледелия. — Казань: Татгосиздат, 1936. — 248 с.
- Агротехника в борьбе с гибелью озимых культур. — 2- изд. — Казань: Татгосиздат, 1938. — 216 с.
- Агротехнические основы севооборотов. — М.: Сельхозгиз, 1940. — 175 с.
- Агротехника. — 3-е изд. — М.: Сельхозгиз, 1952. — 511 с.
- Сочинения: В 5-ти т. — М.: Сельхозгиз, 1952—1955. — Т. 1—5.

## Память
- Улица в Йошкар-Оле.
- Улица в Мари-Туреке.

Бюст В. П. Мосолова у главного входа в Марийский государственный университет, Йошкар-Ола

- Мемориальная доска на фасаде здания Казанской государственной сельскохозяйственной академии[5].
- Ежегодная премия имени Василия Мосолова Академии наук Татарстана в области сельскохозяйственных наук[5].
- Бюст В. П. Мосолова у входа в главный корпус Марийского государственного университета.
- Аудитория им. В. П. Мосолова в Аграрно-технологическом институте Марийского государственного университета.
- Бюст В. П. Мосолова в п. Нартас Мари-Турекского района Марий Эл (автор Г. Ф. Богатырёва-Кононова)[9].
- Бюст В. П. Мосолова в п. Руэм Медведевского района Марий Эл[10].